# 쳉 풍
쳉 풍(青鋒)은 마카오의 축구단이다. 현재 리가 드 일리트에 참가하고 있다.

## 선수 명단

### 현역
참고: FIFA 자격 규정에 따라 소속된 국가대표팀 국기를 표시합니다. 선수는 복수의 FIFA 비회원국 국적을 가지고 있을 수 있습니다.
| 번호 | 포지션 | 국적   | 이름        |
| ---- | ------ | ------ | ----------- |
| 17   | DF/FW  | 앙골라 | 주앙 라모스 |

| 번호 | 포지션 | 국적 | 이름          |
| ---- | ------ | ---- | ------------- |
| 32   | FW     |      | 윌리엄 고메스 |

## 우승
- 타사 드 마카오: 2019